# Конотопське диво
Конотопське диво — український народний переказ події, що трапилася в середині XVII ст. в м. Конотоп. Короткий опис подій, що сталися у Конотопській фортеці, міститься у «Літописі Самовидця». Невідомий автор літопису розташував короткий опис події в кінці розділу, присвяченому подіям 1652 року в період Хмельниччини. В тексті йдеться про загибель сім’ї урядника Сосновського та чудесне збереження їх останків в колодязі.

### Сучасна орфографія
Того ж року в осені диво велике сталося у Конотопі біля замку. Після відходу жовнірства, або ще від першого року тієї війни, мешкав у тому замку урядник Сосновський з дружиною, що мав п'ятеро дітей. Як Калиновського вбито під Батогом, так і на Задніпровщині старост багато вбито, так і цього старосту в тому ж замку конотопському та сваволя вбила з дружиною та з дітьми, і в тому ж замку конотопському в колодязь всіх було вкидано. Це вбивство сталося про святу Трійцю на неділі. Той колодязь був глибокий, сажнів близько десяти, якщо не більше. Тіла вбитих залишали в тому колодязі у воді аж до Воздвиження Чесного Хреста, коли вода піднялася і всі тіла на верх винесла, а потім, вода знову вернулась на свій рівень у колодязі, на очах багатьох людей. Ці тіла в цілості залишилися, і жителі копотопські ці тіла, там же неподалік того ж таки колодязя викопавши яму, похоронили.

### Оригінальний текст 1846 р.
Того жъ року въ осени́ чудъ немалый стался въ
Конотопѣ мѣстѣ у замку, бо по отходѣ жолнѣрства, албо́
еще отъ пе́ршого ро́ку тое́й войны, зостался былъ
урядникъ Сосно́вскій зъ жоною, который мѣлъ и пятеро
дѣтей своихъ, зъ жоною своею спло́женныхъ, и
мѣ́шкалъ въ томъ замку конотопскомъ до сего часу. Якъ
Калиновского зне́сено на Батозѣ, за́разъ и тутъ на
Заднѣпру старо́стъ много позаби́ванно, где и того
старосту въ томъ же за́мку конотопскомъ тая своеволя
убила зъ жоною и зъ дѣтми, особъ четверо, и тамъ же въ
томъ за́мку конотопскомъ въ колодязь всѣхъ вкидано.
Которое то забойство сталося о святой Тройцы на томъ
тижню. А тотъ колодязь былъ глыбокій, саженей коло
десяти, ежели не болше. Итакъ тіе тѣла побитыхъ
зоставали въ томъ колодязѣ въ водѣ ажъ до Воздвиженія
Честнаго Креста, и въ той часъ незнать откуля́ узялася
вода и тотъ колодязь выполнила и усѣ тіе тѣла на верхъ
вынесла, и якъ оные зъ тее́й води побрано, знову вода
уступила на свое мѣсце внизъ въ колодязь при очахъ
многихъ людей. А тіе тѣла въ цѣлости зоставали.
Которые то тѣла жители копотопскіе, тамъ же
неподалеку того жъ колодязя выкопавши яму, поховали.